# トロピカルビーチ
トロピカルビーチは、沖縄県宜野湾市の宜野湾海浜公園内にある人工海浜。平成18年4月1日に「財団法人宜野湾市公共施設管理公社」が解散し、「アクト総合サービス」に管理が移譲した。2018年4月1日から、宜野湾市の宜野湾海浜公園他指定管理者選定等委員会における審査により「はごろもPMサービス」が5年間の期間で指定管理者となった。

## 概要
- 供用開始年月日：1993年（平成5年）5月17日
- 遊泳期間：4月下旬～10月3０日
- 遊泳時間：9:00-19:00（季節により変動する。）
- 利用時間：9:00-21:30（22:00閉門）

監視員・ライフセイバーがいる期間・時間を「遊泳～」として記載。

## 特徴
市街地に隣接し、主要幹線の国道58号からも程近く、沖縄コンベンションセンター、宜野湾海浜公園（宜野湾市立野球場、宜野湾市立体育館など）、野外ステージ、ラグナガーデンホテル、宜野湾マリーナ、宜野湾漁港など、各種施設が集まる地区にある。東シナ海に面しているため、海に沈む夕陽を楽しめる。
砂浜建設の際には、粒子の細かい砂を導入し、また、防波堤を大きく造って砂の流出を防いでいるため、エメラルドビーチのようにビーチサンダル（島ぞうり）なしで歩くと足が痛いような状態にはまだなっていない。漂着ゴミも少なく、ビーチサンダルなしでも歩ける。
遊泳域内は遠浅に設計されているため、沖側の限界近くまで大人なら足が着く。ハブクラゲ防護ネットも完備。また、防波堤により波はほとんどなく、小さい子供にも安全であるが、那覇都市圏内にあるためか海水浴客の中心はファミリー層よりも若年層が多く、隣接する在日米軍の関係者も多い。沖縄の子供たちは、学校帰りなどにビーチに寄り、（紫外線対策も兼ねて）服を着たまま海に入る習慣があるため、服を着たまま泳いでいる人をしばしば見かけるのもリゾートホテル付設のビーチと異なり特徴的。
砂浜部分が広く造られており、ビーチバレーやビーチサッカーなどのビーチスポーツが楽しめる。また、BBQ専用のエリア（有料）が並んでおり、海水浴客のみならず、地元の人たちのビーチパーティにも利用されている。海に突き出した防波堤上には舗装された散策路が造られており、海水浴客以外の利用者も見られ、周辺の公園も含め、ランニングやウォーキングをしている人も多い。

## 最寄り駅・バス停

### 最寄り駅
沖縄都市モノレール線「古島駅」
この駅は、路線バス発着駅として、またはタクシー乗降駅として、電車駅では最も近い駅であるが、直線距離で約6.5キロメートル離れている。

### 最寄バス停留所
「コンベンションセンター前」バス停下車後、すぐ。
- 古島駅前バス停（古島IC）から、88番・112番（琉球バス交通）
- 古島バス停（県道82号、環状2号線）から、55番（琉球バス交通）

（詳細は、下記「外部リンク」の項を参照）
- 那覇バスターミナルから、32番（沖縄バス）、28番（琉球バス交通）、52番（沖縄バス）

28番、52番に関しては「コンベンションセンター経由」のみ。
- 那覇空港から、99番（琉球バス交通）